# 4546 Franck
4546 Franck (1990 EW2) là một tiểu hành tinh vành đai chính được phát hiện ngày 2 tháng 3 năm 1990 bởi Eric Elst ở La Silla.